# Ri-Teatrarna

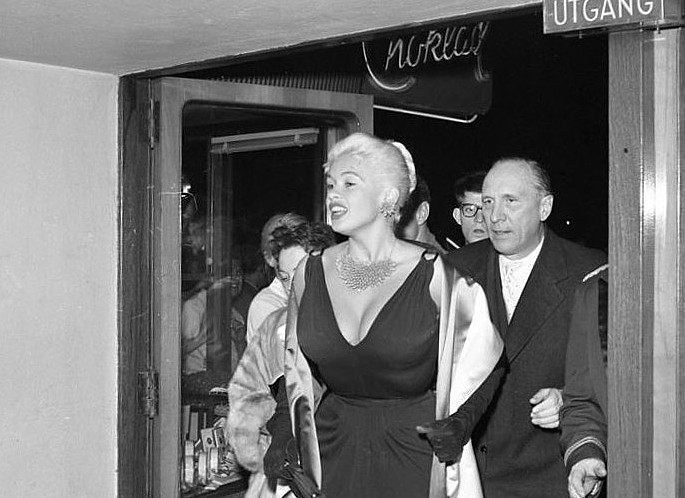
L'actrice américaine Jayne Mansfield visitant le Park en 1957.

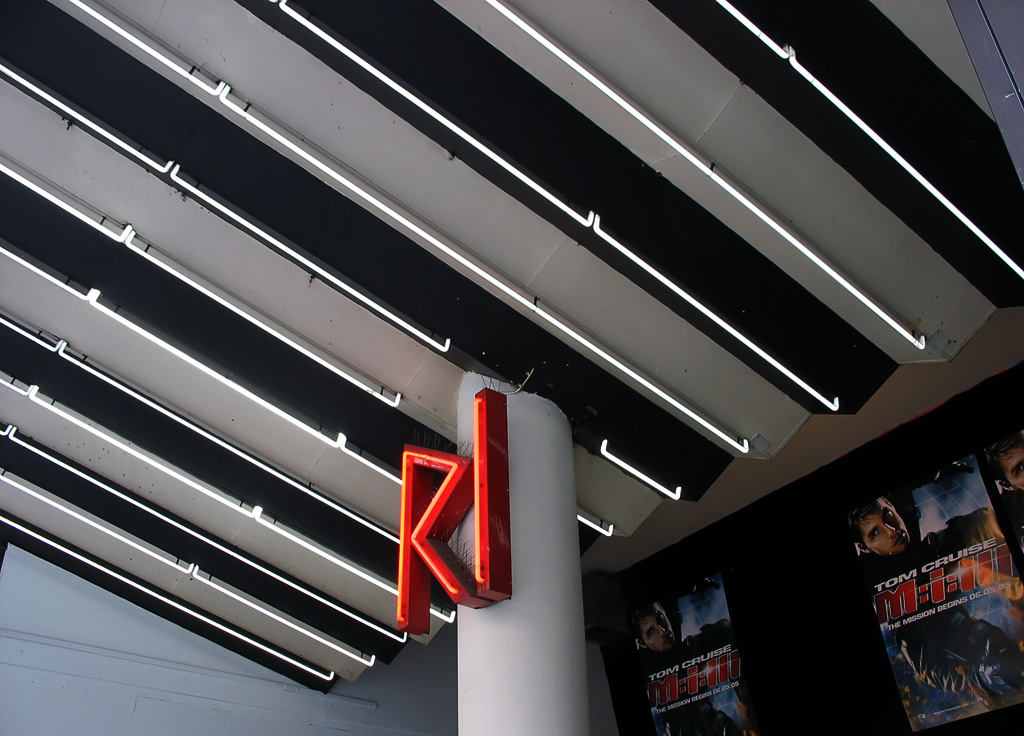
Le logotype de Ri-Teatrarna, à l'entrée du Rigoletto.

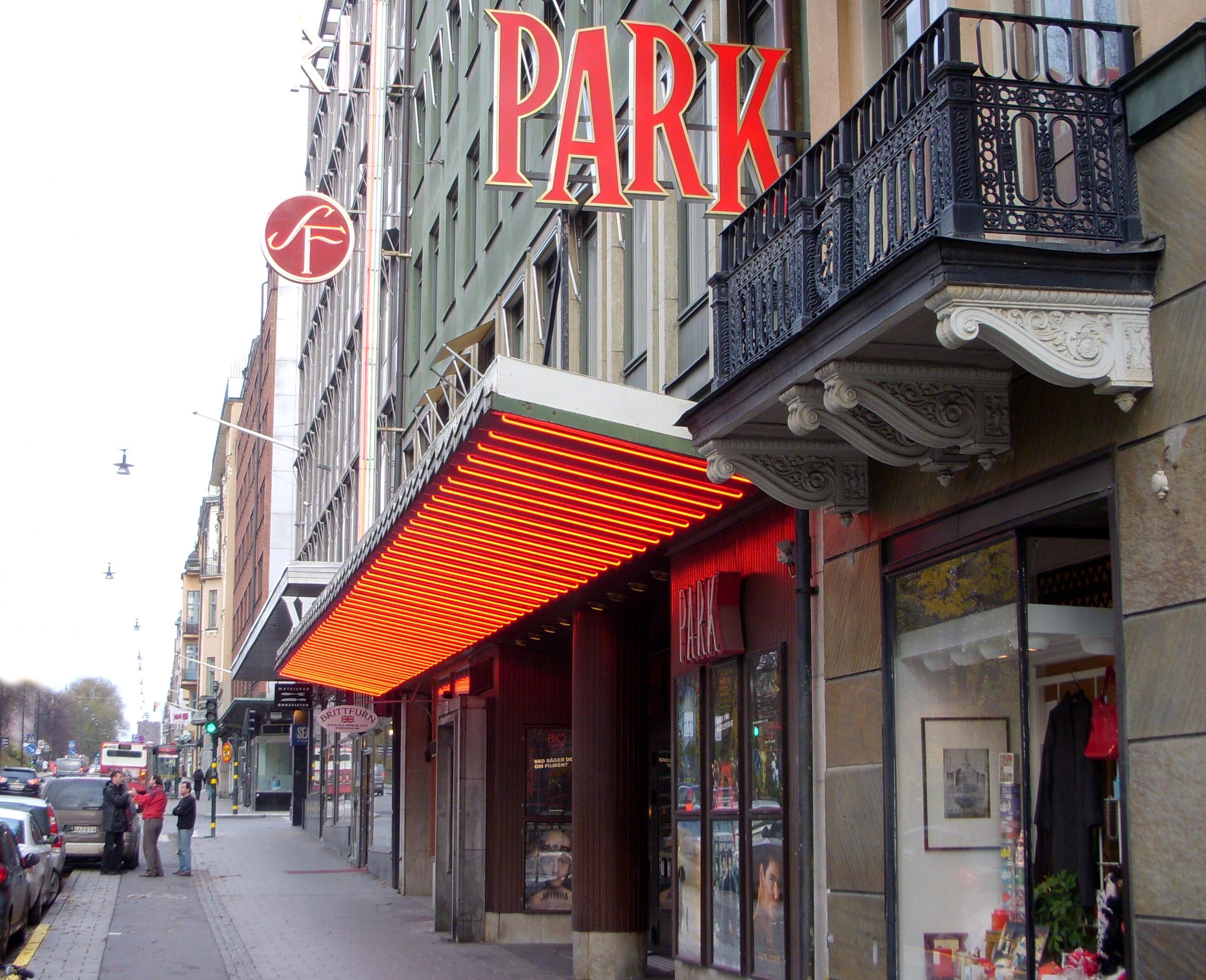
Le Park, en 2009.

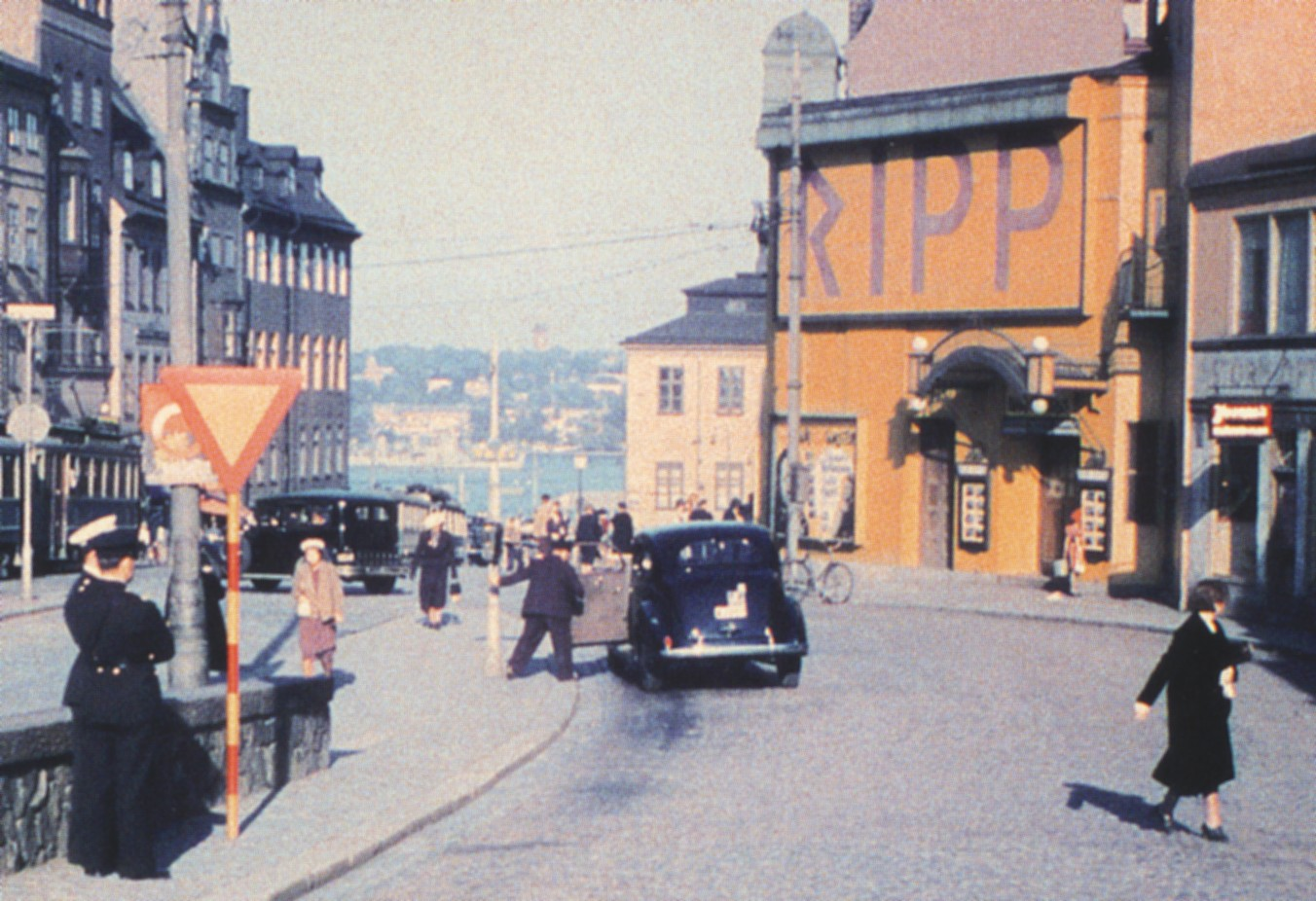
Le Ripp, en 1938.

Ri-Teatrarna est une ancienne chaîne de salles de cinéma suédoise, et a été l'un des plus importants exploitant de salles durant l'âge d'or de la fréquentation des salles de cinéma en Suède, des années 1930 aux années 1950. La plupart des salles de Ri-Teatrarna commençait par le préfixe « Ri », comme le Rio, le Rita, ou la Riviera.
Ri-Teatrarna ouvre sa première salle, le Rialto, en 1921 à Stockholm. Ri-Teatrarna est la première chaîne suédoise à équiper ses salles de la technologie CinemaScope et du son en stéréo, et également la première à équiper ses salles de projecteurs au format 70 mm.

## Liste des salles

### Salles en exploitation
- Le Park, au 18 de la voie Sturegatan, à Stockholm.
- Le Rigoletto, au 16 de la voie Kungsgatan, à Stockholm.
- Le Rio, au 188 de la voie Hornsgatan, à Stockholm.
- Le Rival, au 3 de la place Mariatorget, à Stockholm.

### Salles fermées ou disparues
- Le Ricardo, au 72 de la voie Hornsgatan, à Stockholm.
- Le Rita, au 37 de la voie Birger Jarlsgatan, à Stockholm.
- Le Riviera, au 52 de la voie Sveavägen, à Stockholm.
- Le Rialto, au 114 de la voie Sveavägen, à Stockholm.
- Le Ritz, au 21 de la voie Kungsholmsgatan, à Stockholm.
- Le Riverside, au 58-60 de la voie Sankt Eriksgatan, à Stockholm.
- Le Ri-ettan, au 84 de la voie Sankt Eriksgatan, à Stockholm.
- Le Ri-tvåan, au 82 de la voie Sankt Eriksgatan, à Stockholm.
- Le Rixi, au 78 de la voie Hornsgatan, à Stockholm.
- Le Ritio, au 26A de la voie Högbergsgatan, à Stockholm.
- Le Rimondo, au 49 de la voie Hantverkargatan, à Stockholm.
- Le RiRi, au 6 de la voie Nytorget, à Stockholm.
- Le Ringside, au 93 de la voie Götgatan, à Stockholm.
- Le Ripp, au 9-11 de la voie Hornsgatan, à Stockholm.
- Le Rico, au 14 de la voie Götgatan, à Stockholm.
- Le Ri-Paraden, au 147 de la voie Valhallavägen, à Stockholm.
- Le Parkett, au 54 de la voie Karlavägen, à Stockholm.
- Le Ri-Fågel Blå, au 60 de la voie Skeppargatan, à Stockholm.

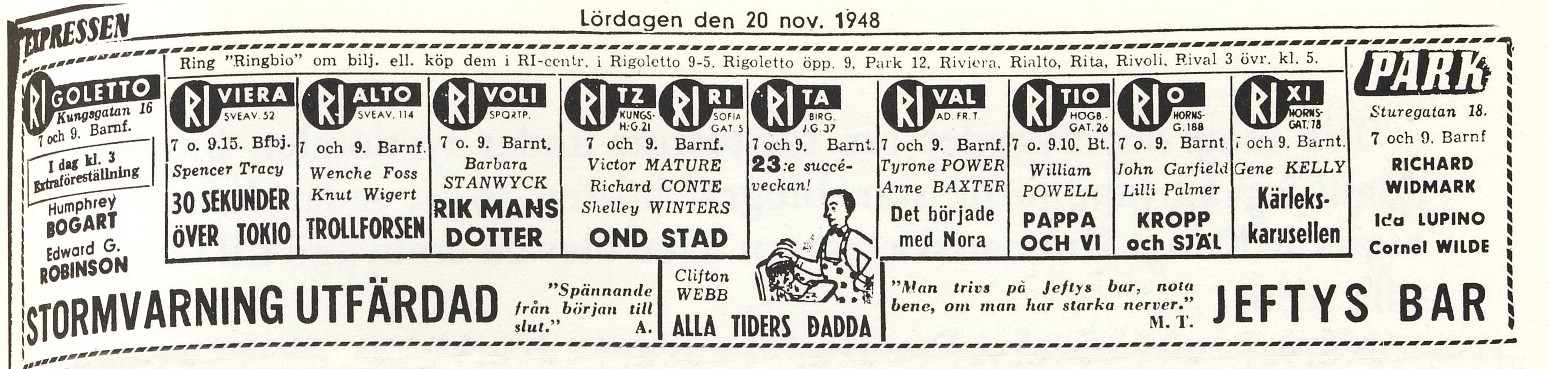
Une publicité pour les salles Ri-Teatrarna parue dans le quotidien suédois Expressen du 20 novembre 1948.

## Sources
- (sv) Cet article est partiellement ou en totalité issu de l’article de Wikipédia en suédois intitulé « Ri-Teatrarna » (voir la liste des auteurs).